# Winkler-módszer
A Winkler-módszer analitikai kémiai eljárás, amelyet Winkler Lajos magyar kémikus 1888-ban dolgozott ki a vízben oldott oxigén jodometriás mennyiségi meghatározására. A módszer lényege, hogy a vízhez mangán(II)-szulfát- és kálium-hidroxid-oldatot adnak, s az így keletkezett mangán(II)-hidroxidot a vízben oldott oxigén mangán(III)-hidroxiddá oxidálja. Ezt követően az oldathoz kálium-jodidot adnak, amely magát a mangán(III)-hidroxidot redukálja, egyúttal a víz oxigéntartalmával egyenértékű jód szabadul fel. A jód nátrium-tioszulfátos mérőoldattal történő titrálásával az oxigénmennyiség kiszámolható.
Winkler eljárását napjainkban is világszerte használják, elsősorban felületi vizek és kazántápvizek oldott oxigéntartalmának meghatározására.